# 坂元貞美
坂元 貞美（さかもと さだみ、1953年12月15日 - ）は、日本の俳優、声優。鹿児島県出身。リベルタ所属。

## 人物
以前は状況劇場、スターダス・21に所属していた。
資格・免許は普通自動車免許、普通自動二輪免許。

## 出演作品

### 映画
- おくりびと 滝田洋二郎監督
- 一輪名月 楊捷監督
- キネマの天地 山田洋次監督
- マルサの女 伊丹十三監督
- 時計 黒沢清監督
- 花と蛇 飼育篇（杉本）

### テレビ
NHK
- 茂七の事件簿 ふしぎ草紙
- 君たちに明日はない
- 人形歴史スペクタクル 平家物語
- 武蔵坊弁慶（川瀬光頼）

日本テレビ
- あきれた刑事（第15話 チェリーモータース幹部）

TBS
- 仮面ライダーBLACK
- ママまっしぐら!2
- コスメの魔法
- こちら本池上署
- スープカレー

フジテレビ
- ないしょのハーフムーン（瀬里沢政之）
- 顔
- 危険な関係

東海テレビ
- 母の告白
- 新・愛の嵐

テレビ朝日
- 長崎ぶらぶら節
- 相棒スペシャル
- 流転の王妃 最後の皇帝
- さすらい刑事旅情編 第15話

テレビ東京
- 天保義民伝
- 捜査線上のアリア

### 吹き替え
- 愛を読むひと
- アルナーチャラム 踊るスーパースター
- WITHOUT A TRACE/FBI 失踪者を追え!
- おとぼけスティーブンス一家
- 風の国
- 真実ゲーム
- 歌追い人
- コックリさん
- 騎馬警官
- 宮廷女官 チャングムの誓い
- エニイ・ギブン・サンデー
- グレート デイズ! -夢に挑んだ父と子-（ポール〈ジャック・ガンブラン〉）
- セーブ
- 上海から来た女
- Dr.Tと女たち
- チャームド 魔女3姉妹
- クローザー
- HEROMAN
- ザ・ホワイトハウスシーズン7
- 鉄の王 キム・スロ
- 製パン王 キム・タック
- クリミナル・マインド FBI行動分析課
- ヒューマン・ターゲット
- 犯罪捜査官 アナ・トラヴィス
- HAWAII FIVE-0（ジェイソン・ダクレア〈ランディ・クートゥア〉）
- デスパレートな妻たちシーズン6
- ザ・ケープ 漆黒のヒーロー
- 善徳女王（居柒夫）
- 朱蒙（ソンヤン）
- デビルクエスト（ダンブロワーズ）
- SHERLOCK（シャーロック）2（バリモア少佐）

### 舞台
- そして誰もいなくなった 藤原新平演出
- 天使にさよなら（俳優座）
- 夏子の冒険（みなと座）
- 糸女（みなと座）
- 新宿のありふれた夜（グループ虎）
- 台所太平記 西川信廣演出
- 血の婚礼（ウンプテンプカンパニー）

### CM
- 第一三共
- ダスキン
- デアゴスティーニ
- アリコジャパン

### ラジオ
TBS
- ラジオ図書館
- 金融腐蝕列島